# Johannes Faber
Johannes Alle Faber (Leeuwarden, 25 september 1925 - Bennekom, 7 oktober 2007) was een Nederlands historicus.  

## Levensloop
Johannes Faber studeerde economie aan de Rijksuniversiteit Groningen en in 1956 behaalde hij het doctoraal. Hij studeerde daarna letteren aan de Universiteit Utrecht en promoveerde in 1972 tot doctor op het proefschrift Drie eeuwen Friesland. Economische en sociale ontwikkelingen van 1500 tot 1800. Faber begon zijn carrière in 1956 als wetenschappelijk medewerker bij de Landbouwbouwhogeschool Wageningen op de afdeling Agrarische Geschiedenis. Zijn specialisatie was economische geschiedenis van de provincie Friesland, maar hij publiceerde ook op het gebied van de economische geschiedenis van Nederland en de bezittingen van Amsterdammers tussen 1701 en 1710.  In 1974 ontving hij voor zijn proefschrift de Joast Halbertsma prijs. Vanaf 1974 was hij hoogleraar economische en sociale geschiedenis aan de Universiteit van Amsterdam. Hij was lid van de Friese Academie en de Koninklijke Hollandsche Maatschappij der Wetenschappen te Haarlem. 
Johannes Faber was getrouwd met de oefentherapeute Geertruida H. Reeders.